# Злочевский, Александр Петрович
Алекса́ндр Петро́вич Злоче́вский (27 марта 1895, Одесса, Российская империя — 13 апреля 1957, Одесса, СССР) — российский и советский футболист.
Имел высшее образование, участник Первой мировой и Великой Отечественной войн.

## Карьера
Начал играть в футбол в 1905 году в Александровском парке на полянке, называвшейся «Чёрным морем», в дикой команде с одноимённым названием. Юный Злочевский, сын прачки, был физически развит, обладал сильным и точным ударом, искусно владел мячом.

### Сборная Одессы
Злочевский был одним из ключевых игроков в составе сборной Одессы, цвета которой защищал с 1913 по 1930 год. В финале чемпионата Российской империи был одним из лучших игроков и помог своей команде одержать историческую победу над сборной Санкт-Петербурга (4:2), но тот чемпионский титул одесситам не достался: съезд Всероссийского футбольного союза постановил считать чемпионат 1913 года неразыгранным ввиду многочисленных нарушений регламента.

## Великая Отечественная война
3 мая 1941 года (по другим данным — в 1940 году) был призван в ряды РККА. С 22 июня 1941 года — участник Великой Отечественной войны. Капитан (позднее — майор) А. П. Злочевский служил на инженерных должностях Северо-Западного и 1-го Белорусского фронтов.

## Деятельность вне футбола
Окончил вечерний институт, работал инженером-механиком в Одессе.

## Прозвища
«В прошлом болельщики нередко присваивали футболистам прозвища. Злочевского чаще всего любовно называли Сашка-Злот, а иногда — Сашка-Бейт. Происхождение второго прозвища таково: в Одессе на заре футбола в команде англичан играл спортсмен по фамилии Бейт, очень здорово бивший пяткой. Этим ударом (который также назвали „бейт“) мастерски владел и Злочевский». (из книги Бориса Галинского «Черноморцы»)

## Награды
- орден Отечественной войны 2-й степени (1945)[4]
- медаль «За боевые заслуги» (1943)[5]

## Достижения
- Непризнанный чемпион Российской империи 1913 года в составе сборной Одессы.
- Чемпион Одессы (обладатель Кубка Джекобса) 1913, 1915 гг. в составе «Шереметьевского кружка» и 1925 г. в составе «Кожтреста».
- Серебряный призёр чемпионата Одессы (обладатель серебряного щита Боханова) 1914 г. в составе «Шереметьевского кружка».
- Лучший бомбардир чемпионата Одессы сезона 1912/13 в составе «Шереметьевского кружка».

## Характеристика
«Имя форварда А. П. Злочевского, сильный и точный удар которого заставлял содрогаться лучших вратарей, известно почти везде, где есть настоящий футбол. О нём, как и о Михаиле Бутусове, бытуют легенды. В частности, говорили, что, прорываясь к воротам, Злочевский буквально сметал с пути защитников, что от пробитого им левой ногой мяча ломались штанги, а однажды жертвой такого удара будто бы стал турецкий голкипер.
Все это досужий вымысел, Злочевский был самым „бескровным“ и корректным игроком. Несмотря на своё атлетическое сложение, он никогда не играл грубо и всегда служил образцом спортивной культуры. Трудно назвать другого футболиста, который бы так строго соблюдал спортивный режим, так серьёзно готовился к каждому матчу». (из книги Бориса Галинского «Черноморцы»)